# Combats de la poche d'Idlib (2018)
Pour les articles homonymes, voir Combats de la poche d'Idlib.
Guerre civile syrienne
Batailles
Les combats de la poche d'Idlib ont lieu du  19 février 2018 au 24 avril 2018 lors de la guerre civile syrienne.

## Prélude
Au cours de l'année 2017, la popularité du groupe djihadiste Hayat Tahrir al-Cham, due à ses victoires militaires contre le régime, diminue au sein de la population syrienne. Pour Benjamin Barthe, journaliste du Monde : « Les djihadistes ont commis des erreurs. Ils ont contribué à se discréditer en cherchant à remplacer les embryons d’institutions mises en place par le « gouvernement » de l’opposition, installé dans le sud de la Turquie, à Gaziantep, par une structure à leur solde, le « gouvernement du salut ». [...] Le capital de sympathie dont l’organisation a initialement bénéficié, du fait de son efficacité dans la lutte contre le régime Assad, s’est étiolé après la chute d’Alep-Est, en décembre 2016, et la mise en place du processus de « désescalade », dont les zones abritant des forces djihadistes sont exclues ».
Depuis septembre 2017, le régime syrien opérait une reconquête du sud-est de la poche d'Idlib, notamment vers la ville d'Abou Douhour. Cette opération, déclenchée initialement par pratiquement l'ensemble des groupes armés de la poche dont Hayat Tahrir al-Cham et Ahrar al-Cham contre le régime syrien, avait tourné en leur défaveur. L'offensive se conclut le 13 février 2018, avec la perte de cette ville et de tout le sud-est de la poche. Ainsi, le coalition de groupes rebelles n’a plus lieu d’être et Hayat Tahrir al-Cham et Ahrar al-Cham redeviennent ennemis.
Le 15 février 2018, Abou Ayman al-Masri, un important commandant d'Hayat Tahrir al-Cham, est tué par des hommes du Harakat Nour al-Din al-Zenki à al-Houta, dans l'ouest du gouvernorat d'Alep, alors qu'il tentait de forcer un barrage routier avec son véhicule. Le 18 février, Ahrar al-Cham et le Harakat Nour al-Din al-Zenki fusionnent et forment un nouveau mouvement : le Jabhat Tahrir Souriya,.

## Déroulement

Combats entre Jabhat Tahrir Souriya et Hayat Tahrir al-Cham.
Territoire contrôlé par Jabhat Tahrir Souriya et ses alliés
Territoire contrôlé par Hayat Tahrir al-Cham et ses alliés
Territoire contrôlé par le gouvernement syrien et ses alliés
Territoire contrôlé par les rebelles et l'armée turque
Territoire contrôlé par les Forces démocratiques syriennes

Le 19 février, le conflit éclate entre le Jabhat Tahrir Souriya et Hayat Tahrir al-Cham,. Les combats s'étendent au nord, à l'est et au sud du gouvernorat d'Idlib. Le premier groupe bénéficie d'aides de la part de la Turquie,. Le Conseil islamique syrien (CIS), soutenu par Ankara, publie un décret appelant à un soulèvement contre Hayat Tahrir al-Cham. Ayman al-Zawahiri, le chef d'al-Qaïda, appelle lui à la réconciliation. Début mars, le Parti islamique du Turkestan publie pour sa part un communiqué dans lequel il affirme ne pas prendre part aux combats, cependant des combattants du groupe prennent part aux affrontements aux côtés de Hayat Tahrir al-Cham. 
Du 20 au 24 février, 26 villes et localités passent aux mains des hommes du Jabhat Tahrir al-Souriya. Les villes de Maarat al-Nouman et Ariha sont notamment prises par ces derniers le 21 février,,,.
Cependant le 26 février, Hayat Tahrir al-Cham prend à Ahrar al-Cham un important dépôt de véhicules blindés près de Maaret Misrine, au nord d'Idlib.
Le 27 février, Hayat Tahrir al-Cham perd les derniers territoires qui étaient sous son contrôle dans le gouvernorat d'Alep. Le même jour, les djihadistes abandonnent également la ville de Khan Cheikhoun, qui passe sous le contrôle de Jaych al-Ezzah. Le 28 février, ils se retirent aussi de la ville de Saraqeb,. Au 28 février, Hayat Tahrir al-Cham a perdu le contrôle d'une quarantaine de villes, villages et bases militaires, le groupe se maintient alors principalement dans le nord-ouest du gouvernorat d'Idlib,.
Mais le 1er mars, Hayat Tahrir al-Cham lance une importante contre-attaque : il reprend le contrôle de 23 villages, ainsi que de la base du régiment 46, et reprend pied dans le gouvernorat d'Alep.
Hayat Tahrir al-Cham et le Jabhat Tahrir Souriya concluent ensuite un accord de cessez-le-feu pour la période du 9 au 11 mars, cependant des combats continuent d'avoir lieu les jours suivants dans l'ouest du gouvernorat d'Alep. Le 17 mars, après une médiation de Faylaq al-Cham, les deux concluent un accord de cessez-le-feu. Cependant les combats se poursuivent,,.
Le 15 avril, Hayat Tahrir al-Cham aurait repris Khan Cheikhoun et Morek,.
Fin avril, des échanges de prisonniers sont effectués entre les deux camps. Le 27 avril, 21 membres de Jabhat Tahrir Souriya et 25 membres de Hayat Tahrir al-Cham sont relâchés. Le 30 avril, 80 combattants de Hayat Tahrir al-Cham et 35 membres de Suqour al-Cham sont libérés à leur tour. Le 24 avril, un nouvel accord de cessez-le-feu est signé entre Jabhat Tahrir Souriya et Hayat Tahrir al-Cham.

## Les pertes
Le 26 février 2018, l'Observatoire syrien des droits de l'homme affirme qu'au moins 62 hommes de Jabhat Tahrir Souriya, 94 hommes de Hayat Tahrir al-Cham et 14 civils ont été tués depuis le 20 février. Le 2 mars, le bilan passe à au moins 132 tués pour Hayat Tahrir al-Cham et 91 tués pour Jabhat Tahrir Souriya, ainsi que 18 civils. Au 9 mars, le bilan passe à au moins 178 morts pour Hayat Tahrir al-Cham et 129 morts du côté du Jabhat Tahrir Souriya et 21 civils tués. Le 15 avril, il est d'au moins 207 morts pour Hayat Tahrir al-Cham et 154 morts du côté du Jabhat Tahrir Souriya et 25 civils tués. Le 30 avril, il est d'au moins 231 morts pour Hayat Tahrir al-Cham et 174 morts du côté du Jabhat Tahrir Souriya et 26 civils.
Le 18 avril, le média syrien Syria Call déclare pour sa part que selon une de ses sources, les pertes seraient de 750 morts pour Hayat Tahrir al-Cham et 225 morts pour Jabhat Tahrir Souriya et Suqour al-Cham.